# Буруканське сільське поселення
Бурука́нське сільське поселення (рос. Буруканское сельское поселение) — сільське поселення у складі Газімуро-Заводського району Забайкальського краю Росії.
Адміністративний центр — село Бурукан.

## Населення
Населення сільського поселення становить 425 осіб (2019; 485 у 2010, 578 у 2002).

## Склад
До складу сільського поселення входять:
| Населений пункт  | Населення, осіб (2002) | Населення, осіб (2010) |
| ---------------- | ---------------------- | ---------------------- |
| Бура, село       | 73                     | 64                     |
| Бурукан, село    | 345                    | 291                    |
| Кунгара, село    | 80                     | 68                     |
| Курюмдюкан, село | 80                     | 62                     |